# Кшивоґонець
Кшивоґонець (пол. Krzywogoniec) — село в Польщі, у гміні Цекцин Тухольського повіту Куявсько-Поморського воєводства.
Населення — 187 осіб (2011).
У 1975-1998 роках село належало до Бидгощського воєводства.

## Демографія
Демографічна структура станом на 31 березня 2011 року:
|          | Загалом | Допрацездатний вік | Працездатний вік | Постпрацездатний вік |
| -------- | ------- | ------------------ | ---------------- | -------------------- |
| Чоловіки | 94      | 20                 | 63               | 11                   |
| Жінки    | 93      | 17                 | 51               | 25                   |
| Разом    | 187     | 37                 | 114              | 36                   |